# Българско училище „Паисий Хилендарски“ (Париж)
Българско училище „Паисий Хилендарски“ (на френски: École bulgare "Païssii de Hilendar") е училище на българите в Париж, към асоциация „Европа Култура Обмен“. То е открито на 6 септември 2014 г., в Осми квартал на Париж. През 2017 г. в него се обучават повече от 200 деца, от предучилищна група в детската градина до 12-и клас. Директор на училището е Мила Петков.

## Цели
- Асоциацията Европа Култура Обмен беше създадена като място за срещи и общуване на членовете на българската общност в Париж и парижка област, чийто брой непрекъснато се увеличава особено през последните години.
- Асоциацията поставя като своя основна задача обединяването на българите от парижка област и съхраняването на българското самосъзнание и култура чрез разпространяване на българския език и култура във Франция.
- Главната дейност на Асоциацията е създаденото към нея Българско училище за всички през 2014. То е едно от около от 250-те български училища в чужбина, възникнали на петте континента в последните десетина години и разпространяващи българския език извън националните граници.
- Мисията на Българското училище за всички се състои в организирането и провеждането на различни и разнообразни форми на обучение по български език и литеретура, по българска история и география. Педагогическият проект на училището се развива на основата на адаптираните програми, изработени от Министерството на образованието и науката, които отговорят на необходимостта на българите в чужбина да изучават родния си език и култура.

## Образователен процес
- Обучение по български език и литература за деца и ученици от 3 до 18-годишна възраст, както и подготовка за изпитите по български чужд език за френския БАК, провеждащи се всяка събота в продължение на учебната година.
- Дистанционна форма на обучение чрез нашата педагогическа платформа, в която се обучават деца и възрастни от подготвени и опитни преподаватели.
- Задължително преподавани дисциплини: български език и литература, история и география на България, българска музика и фолклор.
- Класове за френскоезични ученици с преподаване на български като чужд език по специално адаптирани програми; преминаването към редовната програма по български език е възможно в зависимост от постиженията на ученика.
- Адаптирано обучение по български като чужд език за възрастни.
- Извънкласна дейност, която подпомага и обогатява изучаването на българския език и култура: народни танци, оркестър и вокална група, фолклор, театър.
- Организиране на занималня за децата с предвидена занимателна програма по български език.
- Сигурност за децата в училище, гарантирано от целодневното присъствие на училищен пазач; влизането в училище става единствено със специална ученическа карта със снимка.
- Училище в сърцето на 8. район в Париж с модерно оборудвани зали с електронни дъски, голяма зала за танци, оратория с прекрасна акустика, театрална зала, огромен двор.

## Педагогически екип
- Дипломирани от българските университети преподаватели с призната правоспособност от Министерството на образованието и науката.
- Екип от висококвалифицирани преподаватели и с дългогодишен педагогически опит в многокултурна среда.
- Помощник-учители, изключително необходими за добрата организация и успешното протичане на часовете.
- Педагогически екип на ваше разположение през цялата учебна година.
- Девизът на нашите учители е: Качество и професионализъм!

## Дипломи за завършено образование
- В края на всяка година се издава удостоверение за проведено обучение по изучаваните предмети за съответното ниво.
- Удостоверението се признава официално от българските власти и дава възможност за продължаване на образованието в България.

## Партньори
- Министерството на образованието и науката на България
- Посолството на България във Франция
- Държавна агенция за българите в чужбина
- Българският културен институт в Париж
- Българската църква в Париж

## Проекти
- Партньорства с училища и университети за участие в европейски проекти от областта на образованието и културата.
- Предстои присъединяване на училището към Европейския консорциум за сертифициране на познанията по съвременни езици ECL-Consortium и превръщането на училище Паисий Хилендарски в Регионален изпитен център.

## Финансиране
Финансирането на училището се осигурява от:
- Министерството на образованието и науката,
- родителски такси,
- дарения на български спонсори,
- европейски проекти.